# چمدان اتمی

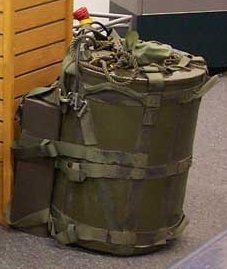
کانتینر حمل و نقل اچ-۹۱۲ برای ام‌کی-۵۴

چمدان اتمی یک وسیله هسته ای چمدانی  (به انگلیسی: Suitcase nuclear device) (همچنین با نام‌های بمب اتمی چمدانی، بمب چمدانی، کوله پشتی هسته ای، اس‌نوک، مینی هسته ای و بمب هسته ای جیبی شناخته می‌شود) یک سلاح هسته ای تاکتیکی است که به اندازه کافی قابل حمل است که می‌تواند از یک چمدان به عنوان روش ارسال خود استفاده کند.
هم ایالات متحده آمریکا و هم اتحاد جماهیر شوروی سلاح‌های هسته‌ای به اندازه کافی کوچک ساختند که در کوله‌پشتی‌هایی با طراحی خاص در دهه‌های ۱۹۵۰ و ۱۹۶۰ قابل حمل باشند.
نه ایالات متحده آمریکا و نه اتحاد جماهیر شوروی هرگز وجود یا توسعه تسلیحاتی را به اندازه‌ای کوچک که در یک چمدان یا کیف معمولی جای می‌گیرد، علنی نکرده‌اند. اما دبلیو۴۸ با معیارهای کوچک، راحتی پنهان سازی و قابل حمل مطابقت دارد. اما بازده انفجاری آن برای یک سلاح هسته ای بسیار کم بود.
در اواسط دهه ۱۹۷۰، بحث از امکان توسعه چنین وسیله ای برای ارتش به نگرانی در مورد استفاده احتمالی آن در تروریسم هسته‌ای تغییر کرد. این مفهوم در اواخر دوران جنگ سرد به یکی از عناصر اصلی ژانر هیجان انگیز جاسوسی تبدیل شد.

## علم اشتقاق لغات
اصطلاح «بمب چمدانی (هسته‌ای/اتمی)» در دهه ۱۹۵۰ با چشم‌انداز کاهش اندازه کوچک‌ترین سلاح‌های هسته‌ای تاکتیکی معرفی شد، البته صرفاً به عنوان یک «شکل گفتاری» برای کوچک‌سازی، نه لزوماً برای تحویل در چمدان‌های واقعی

## بررسی اجمالی
ارزش سلاح‌های هسته‌ای قابل حمل در توانایی آن‌ها برای قاچاق آسان از مرزها، حمل و نقل با وسایل گسترده و قرار دادن آنها در نزدیکی اهداف استراتژیک یا به عنوان وسیله‌ای برای غیرقابل سکونت کردن سرزمین دشمن است. در طراحی تسلیحات هسته‌ای، در طراحی سلاح‌های کوچک بین وزن و اندازه جمع و جور تعادل وجود دارد. بسیار کوچک (به اندازه ۵ اینچ (۱۳ سانتیمتر) قطر و ۲۴٫۴ اینچ (۶۲ سانتیمتر) متر) سلاح‌های خطی انفجاری، که ممکن است در یک کیف بزرگ یا چمدان معمولی جا شود، آزمایش شده‌اند، اما سبک‌ترین آنها نزدیک به ۱۰۰ پوند (۴۵ کیلوگرم) است. و حداکثر بازدهی فقط ۰٫۱۹ کیلوتن داشت (دستگاه هسته‌ای سویفت، آزمایش شده در آزمایش یوما عملیات رِدوینگ در ۲۷ می 1956). بیشترین بازده یک دستگاه انفجار خطی نسبتاً فشرده کمتر از ۲ کیلوتن برای طرح توپخانه دبلیو۸۲–۱ ایالات متحده لغو شده (یا هرگز مستقر نشده اما ظاهراً آزمایش شده) با بازده کمتر از ۲ کیلوتن برای ۹۵ پوند (۴۳ کیلوگرم) گلوله توپخانه ۶٫۱ اینچ (۱۵ سانتیمتر) قطر و ۳۴ اینچ (۸۶ سانتیمتر) طول.

## اتحاد جماهیر شوروی و روسیه
وجود بالقوه و محل نگهداری بمب‌های هسته‌ای شوروی به اندازه یک چمدان، پس از فروپاشی اتحاد جماهیر شوروی به موضوعی فزاینده‌ای برای بحث تبدیل شد. نگرانی‌های عمده در مورد امنیت کلی دولت جدید روسیه و کنترل ذخایر هسته‌ای آن در ۳۰ می ۱۹۹۷، زمانی که یک هیئت کنگره آمریکایی اعزامی به روسیه با ژنرال الکساندر لبد، دبیر سابق شورای امنیت ملی روسیه ملاقات کرد، مطرح شد. لبد در این دیدار به احتمال ناپدید شدن چندین بمب هسته ای قابل حمل اشاره کرد. به گفته لبد، «در طول دوره کوتاه خود به عنوان دبیر شورای امنیت در سال ۱۹۹۶، او اطلاعاتی دریافت کرد که دولت تجزیه طلب چچن دارای تجهیزات کوچک هسته ای است. او در تلاش برای روشن شدن وضعیت، کمیسیون ویژه ای را به ریاست جمهوری تشکیل داد. دستیار او، ولادیمیر دنیسوف، به گفته لبد، کمیسیون تنها توانست ۴۸ مهمات از این قبیل را از مجموع ۱۳۲ مورد پیدا کند، که نشان می‌دهد ۸۴ مورد از بین رفته است. با این حال، لبد متعاقباً «تعداد کل بمب‌های هسته‌ای چمدان را چندین بار تغییر داد و در پایان بیان کرد که تعداد آنها بین ۱۰۰ تا ۵۰۰ بوده، اما احتمالاً نزدیک‌تر به ۱۰۰ است» اگرچه «نباید توجه داشت که تقریباً هیچ چیز وجود ندارد. از روش‌های کار کمیسیون اطلاع دارد». لبد در اواخر سال چندین بیانیه مطبوعاتی و مصاحبه‌های تلویزیونی در مورد این موضوع انجام داد.
لبد طی مصاحبه ای با مجله خبری سی‌بی‌اس ۶۰ دقیقه در ۷ سپتامبر ۱۹۹۷ ادعا کرد که ارتش روسیه رد بیش از صد نفر از مجموع ۲۵۰ مورد را از دست داده است. "بمب‌های هسته ای به اندازه چمدان". لبد اظهار داشت که این وسایل شبیه چمدان ساخته شده‌اند و او تنها چند سال قبل از وجود آنها مطلع شده است. در ۱۰ سپتامبر، وزارت انرژی اتمی فدراسیون روسیه (MINATOM) ادعاهای لبد را بی اساس خواند. سخنگوی وزارتخانه به خبرگزاری فرانسه گفت: "ما نمی‌دانیم ژنرال لبد چه چیزی صحبت می‌کند. چنین سلاح‌هایی وجود ندارد." وزیر ویکتور چرنومیردین "حکایت لبد را به عنوان "حماقت مطلق" به سخره گرفت و گفت که "کلیه سلاح‌های هسته ای روسیه تحت کنترل کامل و کاملاً قابل اعتماد نیروهای مسلح روسیه است" در حالی که ولادیمیر اوتاونکو، سخنگوی وزارت دفاع روسیه، وی اظهار داشت: «هیچ بمب هسته‌ای در روسیه خارج از کنترل نیروهای مسلح روسیه وجود ندارد. اوتاونکو همچنین اعتبار لبد را در مورد این موضوع خاص زیر سؤال برد زیرا "او هرگز به مسائل امنیت هسته ای پرداخته و نمی‌تواند وضعیت را بداند. " در مصاحبه با خبرگزاری روسی اینترفکس، دنیسوف، معاون سابق لبد، ادعا کرد که او یک گروه کاری ویژه را در ژوئیه ۱۹۹۶ رهبری کرده است تا بررسی کند که آیا چنین سلاحی مستقر شده است یا خیر." در عرض دو ماه که چنین وسایلی در زرادخانه فعال روسیه وجود نداشت و همه سلاح‌ها در انبارهای "مناسب" بودند. با این حال، او گفت که این گروه نمی‌تواند احتمال وجود سلاح‌های مشابه در اوکراین، گرجستان یا کشورهای بالتیک را رد کند.»
با این حال، علی‌رغم رد ادعاهای لبد توسط دولت روسیه، منافع عمومی ناشی از حضور در تلویزیون لبد در نهایت باعث برانگیختن جلسه استماع کنگره در ایالات متحده شد که بین ۱ تا ۲ اکتبر ۱۹۹۷ برگزار شد و قرار بود دربارهٔ «تروریسم هسته‌ای و اقدامات متقابل» بحث شود. " مهمترین این گفتگوها، وجود تجهیزات هسته ای قابل حمل در زرادخانه اتحاد جماهیر شوروی سابق و امکان تکثیر این سلاح‌ها در سراسر جهان بود.
اگرچه خود در جلسات استماع غایب بود، اما مصاحبه‌های لبد اغلب به عنوان دلیلی برای نگرانی در سراسر آنها ذکر می‌شد، به ویژه ادعاهای او در مورد ۸۴ دستگاه هسته ای مفقود شده و توانایی ظاهری آنها برای کشتن ۱۰۰۰۰۰ نفر. علاوه بر این، یکی از شاهدانی که ادعاهای لبد را تأیید کرد، رئیس سابق کمیسیون بین سازمانی امنیت محیطی شورای امنیت ملی روسیه، الکسی یابلوکوف بود که به عنوان «مشاور سابق محیط زیست» رئیس‌جمهور روسیه بوریس یلتسین خدمت کرده بود. در آن زمان مورد توجه همسالان خود در آکادمی علوم روسیه بود.
خود یابلوکوف مدت کوتاهی پس از لبد با شبکه تلویزیونی روسی ان‌تی‌وی مصاحبه تلویزیونی کرد و همچنین نامه‌ای به نوایا گازتا نوشت که هم وجود سلاح‌های هسته‌ای به اندازه یک چمدان و هم احتمال ناپدید شدن برخی از آنها را تأیید کرد. گفت: «من با افرادی که این بمب‌ها را ساخته‌اند صحبت کرده‌ام، بنابراین می‌دانم که آنها وجود دارند.» او اعلام کرد که ۷۰۰ دستگاه از این دست، که آنها را «مین‌های هسته‌ای» می‌نامد، در اتحاد جماهیر شوروی وجود داشته است. او همچنین تصریح کرد که این دستگاه‌ها از دهه ۱۹۷۰ وجود داشته‌اند. در این ارتباطات، یابلوکوف ادعا کرد که با بسیاری از محققانی که دستی در ساخت سلاح‌های هسته‌ای به اندازه چمدان داشتند، ملاقات کرده است. علاوه بر این، رد اصلی او علیه انکار مسکو این بود که این دستگاه‌ها به دلیل ماهیت بسیار حساس آنها، به ویژه در نتیجه استفاده فرضی از آنها توسط کاگ‌ب، با اهدافی از ایالات متحده گرفته تا ناتوهای مختلف، هرگز در فهرست موجودی قرار نگرفتند. کشورهای اروپای شرقی بنابراین تأیید وجود این سلاح‌ها علاوه بر امنیت و موجودی این سلاح‌ها در نهایت نتایج گمراه کننده ای را به همراه خواهد داشت. با این حال، "اظهار یابلوکوف با تمام اطلاعات موجود در مورد زنجیره نگهداری سلاح‌های هسته ای، که ظاهراً تنها مسئولیت GUMO 12 بود، در تضاد است. علاوه بر این، باید امکان بررسی سوابق وزارت دفاع در مورد سیاهه‌های مربوط به تاسیسات تولید و سپس هرگونه " دستگاه‌های نامشخص فاش می‌شوند.»
در طول جلسه، یابلوکوف همچنین موضع خود را مبنی بر اینکه انبارهای تسلیحات هسته‌ای کاگ‌ب مستقل از وزارت دفاع شوروی که اخیراً منحل شده است، ادامه می‌دهد، ادامه می‌دهد و بینش بیشتری در مورد اینکه چرا انکارهای دولت روسیه با ادعاهای لبد و یابلوکوف در تضاد است، ارائه می‌کند. یابلوکوف همچنین منبع اطلاعات خود را که تا این لحظه مبهم باقی مانده بود، با استناد به ارتباطات دانشمندانی که در تأسیسات هسته ای کراسنویارسک-۲۶، تومسک-۷، چلیابینسک-۶۵ و پنزا-۱۹ در روسیه کار می‌کردند، توضیح داد. یابلوکوف همچنین توضیح داد که اگر این سلاح‌ها در دهه ۱۹۷۰ ساخته می‌شدند، کلاهک‌های جنگی باید حداقل دو بار در آن نقطه به دلیل تخریب مواد جایگزین شوند، اگرچه او نمی‌توانست تضمین کند که این اتفاق افتاده است، و «بدون دانش دقیق از طراحی کلاهک‌های شوروی، نمی‌توان فهمید که کدام قطعات در چه بازه‌های زمانی نیاز به تعویض دارند.»
متأسفانه، «مشکل ارزیابی وضعیت، قبل از هر چیز، از این واقعیت ناشی می‌شود که اگر نگوییم همه، بسیاری از شرکت‌کنندگان در رسوایی ۹۸–۱۹۹۷ می‌توانستند انگیزه‌های پنهانی داشته باشند. فرماندار کراسنویارسک، با گزینه ای برای کاندیداتوری مجدد برای ریاست جمهوری در سال ۲۰۰۰. یابلوکوف، یک مبارز همیشگی علیه Minatom، آماده بود تا از هر چیزی که از نقطه نظر فنی به او کمک کند، حمایت کند به خصوص سؤال برانگیز است». از سوی دیگر، «می توان انتظار داشت که مقامات وزارت دفاع روسیه و Minatom هر چیزی را انکار کنند، صرف نظر از اینکه ادعاها به‌طور کامل یا حتی تا حدی درست است. [...] در نهایت، هیچ منبع واحدی را نمی‌توان کاملاً قابل اعتماد در نظر گرفت.» با این حال، قابل توجه است که اظهارات نمایندگان وزارت دفاع و میناتوم "با دقت بیان شد و وجود "چمدان‌های هسته ای" را انکار کرد، اما لزوماً وجود سایر دستگاه‌های هسته ای کوچک را رد کرد. مین‌های هسته‌ای «یک کلاس شناخته‌شده از سلاح‌های هسته‌ای هستند»، در حالی که «وجود دستگاه‌های کوچک‌تر که به‌طور سفارشی برای نیروهای ویژه طراحی شده‌اند، احتمالاً مشابه مهمات تخریب اتمی کوچک آمریکایی (SADM) هستند، نباید حکم شود. با این اخطار که وجود آنها را نمی‌توان به عنوان یک واقعیت ثابت در نظر گرفت." اگرچه، «دلایل کافی برای این باور وجود دارد که اتحاد جماهیر شوروی یک یا چند نوع دستگاه هسته ای قابل حمل داشته است»، گزارش‌هایی مبنی بر دزدیده شدن یا مفقود شدن تعداد زیادی از این دستگاه‌ها «به احتمال زیاد درست نبود»، و احتمالاً «به دلیل اطلاعات ناقص یا انگیزه‌های پنهان ایجاد شده‌اند.»
استانیسلاو لونف، بالاترین رتبه افسر جی‌آریو که به ایالات متحده فرار کرده است، ادعا کرده است که چنین دستگاه‌های ساخت روسیه وجود دارند و آنها را با جزئیات بیشتری توضیح داده است. دستگاه‌ها، "شناسایی شده به عنوان RA-115 (یا RA-115-01 برای سلاح‌های شناور)" وزن آنها بین پنجاه تا شصت پوند است. اگر به یک منبع الکتریکی متصل شوند، می‌توانند سال‌ها دوام بیاورند. در صورت قطع برق، یک باتری پشتیبان وجود دارد. اگر باتری کم شود، سلاح دارای یک فرستنده است که پیامی رمزگذاری شده یا از طریق ماهواره یا مستقیماً به یک پست GRU در سفارت یا کنسولگری روسیه ارسال می‌کند. به گفته لونف، تعداد دستگاه‌های هسته‌ای «مفقودشده» (همان‌طور که ژنرال لبد پیدا کرد) «تقریباً با تعداد اهداف استراتژیک که آن بمب‌ها روی آن‌ها استفاده می‌شد یکسان است». با این حال، به گفته ایگور والینکین، رئیس دوازدهمین اداره کل وزارت دفاع , RA-115 "نماینده "شاخص تولید" (یعنی نوع مهمات) بود و اینکه کل نوع قبلاً حذف شده بود. " والینکین همچنین اظهار داشت که اگرچه «تولید سلاح‌های هسته‌ای با اندازه چمدان از نظر تئوری امکان‌پذیر است»، این یک «تعهد بسیار پرهزینه و بی‌اثر» خواهد بود، زیرا آنها فقط عمر کوتاهی خواهند داشت و نیاز به تعمیر و نگهداری مکرر دارند. "
لونف پیشنهاد کرد که سلاح‌های هسته ای به اندازه یک چمدان ممکن است قبلاً توسط عوامل GRU که در خاک ایالات متحده کار می‌کنند برای ترور رهبران ایالات متحده در صورت وقوع جنگ مستقر شده باشند. او مدعی شد که انبارهای اسلحه توسط KGB در بسیاری از کشورها مخفی شده است و با وسایل انفجاری "رعد و برق" به دام افتاده است. یکی از این انبارها، که توسط واسیلی میتروخین شناسایی شد، زمانی که مقامات سوئیسی با یک تفنگ آب فشار قوی در منطقه ای جنگلی در نزدیکی برن آن را اسپری کردند، منفجر شد. چندین حافظه پنهان دیگر با موفقیت حذف شدند. لونف گفت که او شخصاً به دنبال مخفیگاه‌هایی برای مخفیگاه‌های سلاح در منطقه دره شناندوا بوده است و ادعا کرد که «قاچاق سلاح‌های هسته‌ای به ایالات متحده به طرز شگفت‌آوری آسان است»، چه از مرز مکزیک یا با استفاده از یک موشک حمل‌ونقل کوچک. هنگام پرتاب از هواپیمای روسی می‌تواند بدون شناسایی فرود بیاید. کرت ولدون، نماینده کنگره ایالات متحده، از ادعاهای لونف حمایت کرد، اما خاطرنشان کرد که طبق گفته اف‌بی‌آی، لونف نیز در مواردی «اغراق‌آمیز» کرده است. جستجو در مناطق شناسایی شده توسط لونف انجام شده است، «اما مقامات مجری قانون هرگز چنین انبارهای تسلیحاتی را، با یا بدون سلاح‌های هسته ای قابل حمل، پیدا نکرده‌اند.»
وجود چنین تسلیحاتی — و سودمندی بالقوه، عملکرد و کشندگی آنها پس از چندین سال طولانی — بحث‌برانگیز است. حتی با فرض گم شدن برخی از دستگاه‌های هسته‌ای قابل حمل، استفاده از آن‌ها بسیار دشوار خواهد بود، حداقل نه به شکلی که در ابتدا برای آن طراحی شده بودند.»

## ایالات متحده آمریکا
سبک‌ترین کلاهک هسته‌ای که تاکنون تأیید شده توسط ایالات متحده آمریکا ساخته شده، دبلیو۵۴ است که هم در کلاهک توپ بدون لگد ۱۲۰ میلی‌متری دیوی کروکت و هم در نسخه حمل شده با کوله پشتی به نام ام‌کی-۵۴ SADM (مهمات تخریب ویژه اتمی) استفاده می‌شود. بسته کلاهک لخت یک استوانه ۱۱ در ۱۶ اینچی (۲۸۰ در ۴۱۰ میلی‌متر) بود که ۵۱ پوند (۲۳ کیلوگرم) وزن داشت.
پوسته هسته ای دبلیو۴۸ ۱۵۵ میلیمتر (۶٫۱ اینچ) قطر و ۸۴۶ میلیمتر (۳۳٫۳ اینچ) طول و وزن ۵۳٫۵ کیلوگرم (۱۱۸ پوند). این بسته کوچک‌ترین قطر کامل و خودکفایی فیزیک را نشان می‌دهد که تولید شده است و دارای بازده ۷۲ تن تی‌ان‌تی (۳۰۰ گیگاژول) است. تد تیلور، طراح تسلیحات هسته ای ادعا کرده است که ۱۰۵ میلیمتر (۴٫۱ اینچ) پوسته قطر با جرم ۱۹ کیلوگرم (۴۲ پوند) از نظر تئوری امکان‌پذیر است.
مایکل جی ویکرز، معاون سابق وزارت دفاع آمریکا در امور اطلاعاتی مدعی شده است که او به همراه دیگر نیروهای ویژه کلاه سبز، نفوذ به کشورهای پیمان ورشو را با سلاح‌های هسته‌ای به اندازه کوله‌پشتی اتمی را تمرین کرده و مأموریت «منفجر کردن یک بمب هسته‌ای قابل حمل» را داشته است. این تیم‌ها به عنوان تیم‌های چراغ سبز شناخته می‌شدند.
در سال ۱۹۹۴، کنگره ایالات متحده آمریکا قانون مجوز دفاع ملی برای سال مالی ۱۹۹۴ را تصویب کرد، که دولت را از تولید سلاح‌های هسته ای با بازده کمتر از ۵ کیلوتن منع کرد و در نتیجه توسعه رسمی این سلاح‌ها در ایالات متحده را غیرقانونی کرد. این قانون در قانون مجوز دفاع ملی برای سال مالی ۲۰۰۴ لغو شد.

## اسرائیل
در دهه ۱۹۹۰ ادعا شد، که اسرائیل در دهه ۱۹۷۰، بمب‌های هسته‌ای کوچکی را در قالب چمدان اتمی توسعه داده است، اگرچه به صورت علنی وجود یا توسعه بمب‌هایی به اندازهٔ یک چمدان اتمی توسط اسرائیل اعلام نشده است.